# Rudnia-Worobjowka
Rudnia-Worobjowka (ros. Рудня-Воробьёвка) – wieś (dieriewnia) w Rosji, w obwodzie briańskim, w rejonie gordiejewskim. W 2010 liczyła 338 mieszkańców.